# Université de Paris V

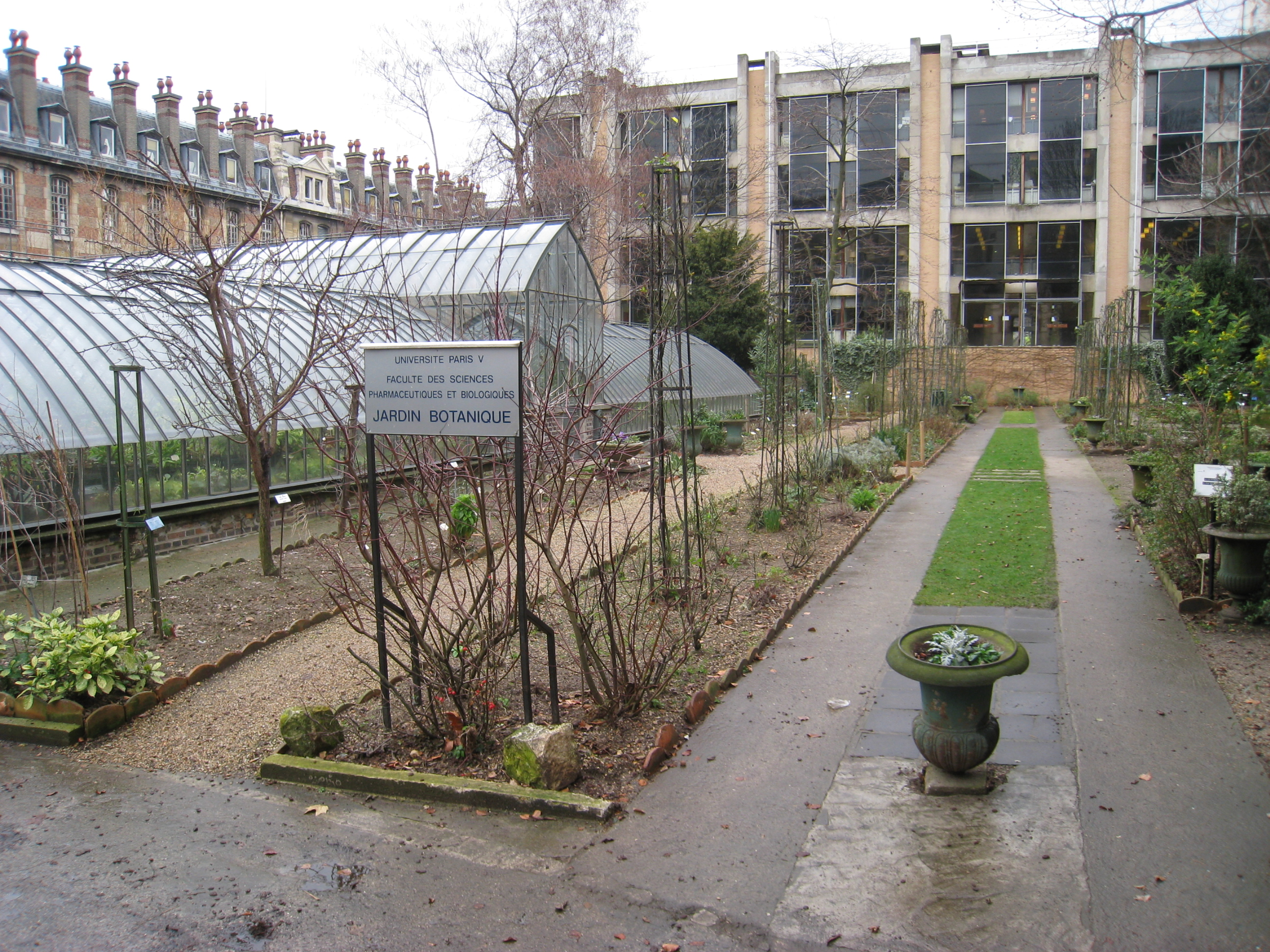
Ogród botaniczny należący do Université de Paris V

Université Paris-V, lub Université Paris Descartes, jest jednym z 13 autonomicznych uniwersytetów paryskich. Obecnie na uniwersytecie uczy się ponad 32 000 studentów wszystkich kierunków oraz fakultetów, co czyni Université de Paris V jednym z największych kampusów uniwersyteckich Paryża.

## Wydziały
Uniwersytet posiada następujące wydziały:
- Wydział Studiów Medycznych – Medycyna, Dentystyka, Farmaceutyka, Psychologia
- Wydział Nauk Humanistycznych i Społecznych Sorbonne (UFR[3] de sciences humaines et sociales Sorbonne) – Socjologia, Antropologia, Lingwistyka, Demografia
- Matematyka
- Prawo
- AWF

Uniwersytet jest słynny ze swojego rozległego ogrodu botanicznego, a także muzeum historii anatomii, który dostarcza wiedzę studentom wszystkich wydziałów medycyny Uniwersytetu Paryskiego.

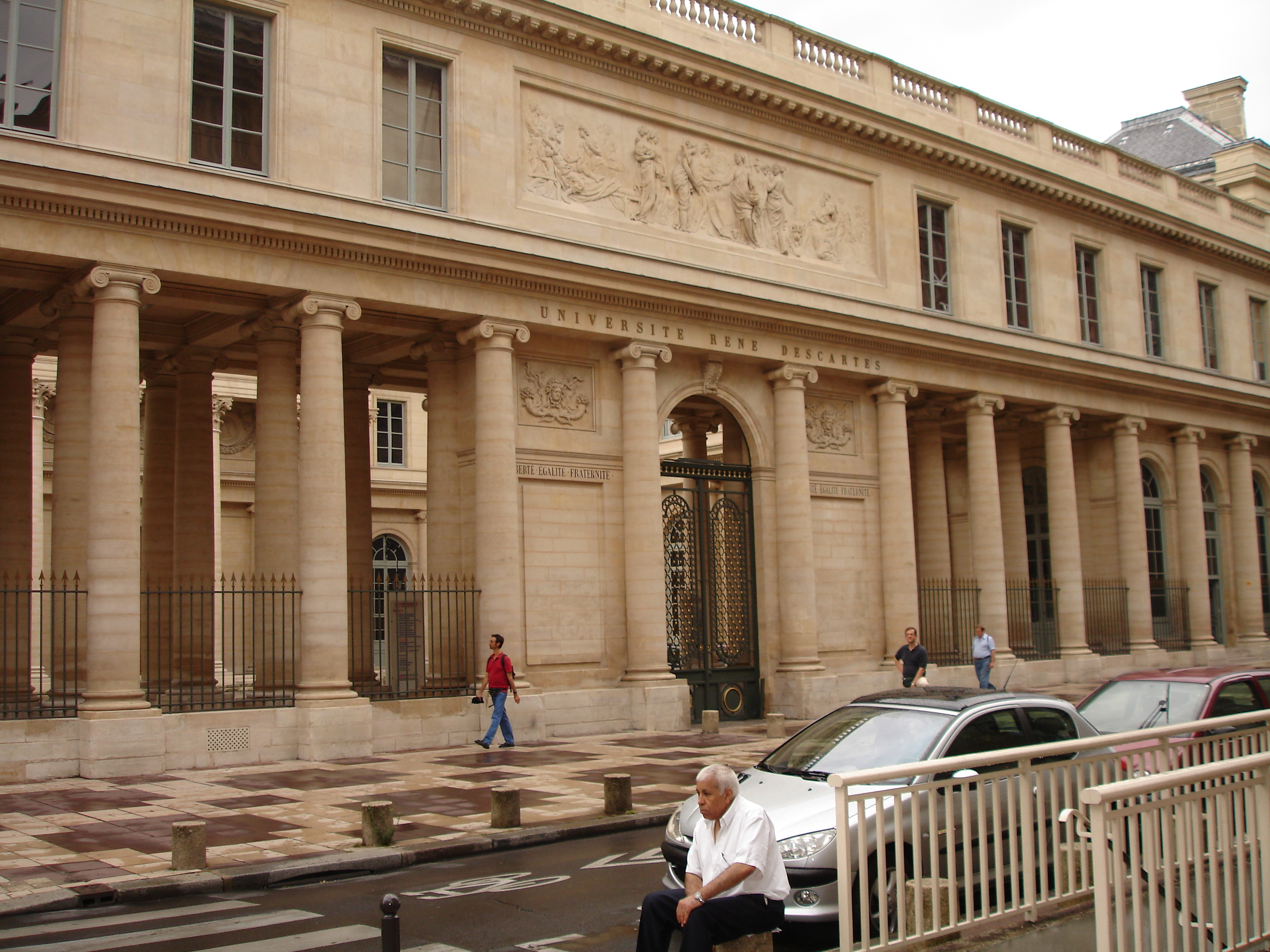
Siedziba Université Paris Descartes

## Siedziba
Uniwersytet wykorzystuje liczne budynki. Najstarszym z nich jest budynek byłego kolegium burgundzkiego (le collège de Bourgogne), które zostało ufundowane przez Joannę II Burgundzką w 1330 r. dla studentów filozofii. W 1762 r. kolegium zostało zlikwidowane a budynek został zakupiony przez La Martinière, pierwszego chirurga Ludwika XV, który otworzył w nim królewską akademię chirurgii w 1776 r. Od tej pory budynek związany jest z medycyną, mieściła się tu paryska szkoła zdrowia (l'école de Santé de Paris) i szkoła medycyny. Obecnie na drugim piętrze mieści się Muzeum Historii Medycyny.

## Znani absolwenci
- François Fillon – były premier Francji.